# Erwin Zelazny
Pour les articles homonymes, voir Zelazny.
Erwin Zelazny, né le 22 septembre 1991 à Grande-Synthe, est un footballeur français d'origine polonaise.

## Biographie

### FC Nantes
Originaire du Nord, Zelazny rejoint le centre de formation du FC Nantes en janvier 2004. À l'été 2008, il signe son premier contrat professionnel avec le club ligérien, à l'âge de 16 ans et demi. Avec les jeunes nantais, il se fait remarquer pour ses bonnes performances, et atteint la finale de la Coupe Gambardella en 2009.
Le 6 mai 2011, Il fait ses débuts chez les professionnels, à l'occasion d'un match de Ligue 2 contre Clermont Foot 63, à la suite du forfait du gardien titulaire, Guy Roland Ndy Assembe.
Lors de la saison 2011-2012, il dispute neuf matchs toutes compétitions confondues, dont cinq en championnat. Par la suite, il doit se contenter de quelques rencontres de Coupe de France. Au total, il n'aura disputé que vingt-sept rencontres avec le FC Nantes, ne parvenant pas à s'imposer dans son club formateur.

### Rodez AF puis ES Troyes AC
En 2015, à la fin de son contrat avec le FC Nantes, Zelazny s'engage avec le Rodez AF. En CFA, il réalise une saison complète et relance sa carrière.
En 2016, Zelazny est recruté par l'ES Troyes AC, qui évolue alors en Ligue 2, pour être la doublure de Mamadou Samassa. Lors de sa première saison, il prend part à quatre matchs toutes compétitions confondues. En fin de saison le club est prromu en Ligue 1. 
Zelazny débute également la saison 2017-2018 en tant que numéro deux. La hiérarchie va cependant s'inverser à compter de la 22e journée, Jean-Louis Garcia décidant de le titulariser en lieu et place de Mamadou Samassa. Le 20 janvier 2018, il dispute, à cette occasion, son premier match en Ligue 1, contre le Lille OSC. Lors de la 28e journée, contre le Paris SG, il réalise un très bon match, malgré la défaite deux buts à zéro, en totalisant onze arrêts, soit le meilleur total de la saison.

### SM Caen et AS Beauvais
Le Stade Malherbe Caen annonce le 27 juin 2018 son engagement pour trois saisons avec le club Normand. Le 23 septembre 2020, alors qu'il lui reste un an de contrat, le club normand annonce que le joueur et le club se séparent d'un commun accord.
Libre, le joueur ne reste pas inactif et entretient son football à travers le beach soccer où il est appelé en équipe de France. En club, il rebondit en mai 2021 en devenant la première recrue de l'AS Beauvais pour la saison 2021-2022 en National 2.

### ESTAC Troyes Futsal
Depuis le début de saison 2024, le joueur évolue avec l’équipe Futsal de l’ESTAC Troyes, évoluant en poule honneur du championnat District Aube.

## Vie personnelle
Entre 2016 et 2019, Zelazny est président du club de l'ASPTT Arras.  
Il possède également des origines polonaises.

## Statistiques
| Saison                | Club                  | Championnat           | Championnat | Championnat | Coupe nationale | Coupe nationale | Coupe de la Ligue | Coupe de la Ligue | Total | Total |
| Saison                | Club                  | Division              | M.          | B.          | M.              | B.              | M.                | B.                | M.    | B.    |
| 2010-2011             | FC Nantes             | Ligue 2               | 2           | 0           | -               | -               | -                 | -                 | 2     | 0     |
| 2011-2012             | FC Nantes             | Ligue 2               | 5           | 0           | 2               | 0               | 2                 | 0                 | 9     | 0     |
| 2012-2013             | FC Nantes             | Ligue 2               | -           | -           | 4               | 0               | -                 | -                 | 4     | 0     |
| 2013-2014             | FC Nantes             | Ligue 1               | -           | -           | 1               | 0               | -                 | -                 | 1     | 0     |
| 2014-2015             | FC Nantes             | Ligue 1               | -           | -           | -               | -               | -                 | -                 | 0     | 0     |
| Sous-total            | Sous-total            | Sous-total            | 7           | 0           | 7               | 0               | 2                 | 0                 | 16    | 0     |
| 2015-2016             | Rodez AF              | CFA                   | 26          | 0           | 2               | 0               | -                 | -                 | 28    | 0     |
| Sous-total            | Sous-total            | Sous-total            | 26          | 0           | 2               | 0               | -                 | -                 | 28    | 0     |
| 2016-2017             | ES Troyes AC          | Ligue 2               | 1           | 0           | 3               | 0               | -                 | -                 | 4     | 0     |
| 2017-2018             | ES Troyes AC          | Ligue 1               | 17          | 0           | 1               | 0               | 1                 | 0                 | 19    | 0     |
| Sous-total            | Sous-total            | Sous-total            | 18          | 0           | 4               | 0               | 1                 | 0                 | 23    | 0     |
| 2018-2019             | SM Caen               | Ligue 1               | -           | -           | 5               | 0               | 1                 | 0                 | 6     | 0     |
| 2019-2020             | SM Caen               | Ligue 2               | 1           | 0           | 3               | 0               | -                 | -                 | 4     | 0     |
| 2020-2021             | SM Caen               | Ligue 2               | -           | -           | -               | -               | -                 | -                 | 0     | 0     |
| Sous-total            | Sous-total            | Sous-total            | 1           | 0           | 8               | 0               | -                 | -                 | 9     | 0     |
| 2021-2022             | AS Beauvais           | National 2            | 13          | 0           | 2               | 0               | -                 | -                 | 15    | 0     |
| Sous-total            | Sous-total            | Sous-total            | 13          | 0           | 2               | 0               | 1                 | 0                 | 16    | 0     |
| Total sur la carrière | Total sur la carrière | Total sur la carrière | 65          | 0           | 23              | 0               | 4                 | 0                 | 92    | 0     |